# Die Entdeckung des Individuums
Die Entdeckung des Individuums war der Titel einer zweisprachig (deutsch und englisch) angelegten Sonderausstellung mit afrikanischen Kunstwerken im Museum der städtischen Sammlungen im Zeughaus in der Lutherstadt Wittenberg in den Jahren 2016/17.

## Thema der Ausstellung
Gegenstand der Ausstellung war die Ethnie der Lobi in Westafrika. Über eine Darstellung ihrer historischen und gegenwärtigen Lebensweise hinaus wurden ihre charakteristischen Skulpturen als Kunstwerke präsentiert. Zentrales Thema war jedoch die Individualität der Künstler der Lobi. Insbesondere wurden Bezüge zur wachsenden Bedeutung der Individualität des Künstlers seit der frühen Neuzeit (der Zeit von Martin Luther) hergestellt, welche seitdem als maßgeblich für die westliche Kunst als Ganzes angesehen werden kann.
Der Kreis der Bewertung afrikanischer Kunst über die Ästhetik der Klassischen Moderne und der Fokussierung auf die Provenienz des Sammlers als Ersatz für den anonymen Künstler schloss sich in dieser Lesart mit der Entdeckung der Individualität des indigenen Künstlers. Umgekehrt wurde festgestellt, wie sehr auch gerade das Verständnis zeitgenössischer westlicher Kunst von der Intentionalität ihrer Entstehung abhängt, was wiederum an die ethnologische Betonung der kulturellen Kontexte außereuropäischer Kunstwerke anknüpft. Insofern leistete die Ausstellung einen Beitrag zur Rezeption außereuropäischer Kunstwerke in westlichen Museen der Gegenwart. Die Ausstellung umfasste 120 Skulpturen unterschiedlicher Größe auf 150 Quadratmetern.

## Hintergründe
Alle Ausstellungsobjekte stammten aus der Privatsammlung des Berliner Architekten Rainer Greschik, woraus sich der Untertitel „Skulpturen der westafrikanischen Lobi aus der Sammlung Greschik“ ableitete. In Kooperation mit den städtischen Sammlungen in der Lutherstadt Wittenberg erarbeitete der Ethnologe Nils Seethaler gemeinsam mit dem Leihgeber und unterstützt durch den Freundeskreis der Julius-Riemer-Sammlung das Konzept der Ausstellung.
Grundlage der Präsentation afrikanischer Objekte in Lutherstadt Wittenberg ist die durch den aus Berlin stammenden Handschuhfabrikanten, Sammler und Mäzen Julius Riemer angestossene museale Tradition ethnologischer Sammlungen. Die Sonderausstellung stellte ausdrücklich einen Schritt auf dem Weg zur Neukonzeption der vorübergehend magazinierten Julius-Riemer-Sammlung dar. In diese Tradition fügt sich auch die umfangreiche Schenkung von Objekten der Lobi durch den Sammler Rainer Greschik an die Stadt im Anschluss an die Ausstellung ein.
Der städtische Bestand wurde somit durch eine in der Julius-Riemer-Sammlung kaum vertretene Ethnie wesentlich erweitert. Somit wurde der Ruf der Lutherstadt Wittenberg als Zentrum der Rezeption afrikanischer Kunst in Sachsen-Anhalt erneuert. Aufgrund des auch überregionalen und internationalen Interesses wurde die Ausstellung bis in das Jahr 2017 verlängert.

## Ethnologischer Kontext
Ein Merkmal der Kultur der Lobi ist ihre akephale Sozialstruktur ohne übergeordnete Herrscher oder Anführer. Die größte soziale Einheit ist dadurch der eigene Weiler. Diese Individualität kommt somit auch in der Siedlungsweise und in der individualistischen Bildhauerei der Lobi zum Ausdruck.
Die Vielfalt dieser Skulpturen hinsichtlich Größe, Stil, Gestik und kultischer Patina lassen einen Kosmos an kulturellen Kontexten erahnen. 
In den traditionellen Glaubensvorstellungen der Lobi bestehen verschiedene Klassen übersinnlicher Wesen. Neben gütigen und strafenden Göttern als Schöpfern bestehen auch Vermittler zwischen ihnen und den Menschen. Diese als thila bezeichneten Wesen sind es, die in der überwiegenden Zahl der Skulpturen dargestellt werden und in besonderen Räumen der Häuser Aufstellung finden. 
Dabei ergaben sich für den Besucher der Ausstellung grundlegende Erkenntnisse zum Umgang des Menschen mit der Schöpfung und den dahinter vermuteten Mächten. So wurden Bezüge etwa zur Verehrung von Heiligen als Vermittler oder zur volksreligiösen Vorstellung von Schutzengeln greifbar. Die Ästhetik der Skulpturen diente in der Ausstellung somit als didaktisches Medium bei der Vermittlung dieser komplexen kulturellen Hintergründe.